# Wirwignes
Wirwignes és un municipi francès situat al departament del Pas de Calais i a la regió dels Alts de França. L'any 2007 tenia 704 habitants.

## Demografia

### Població
El 2007 la població de fet de Wirwignes era de 704 persones. Hi havia 259 famílies de les quals 50 eren unipersonals (23 homes vivint sols i 27 dones vivint soles), 91 parelles sense fills, 114 parelles amb fills i 4 famílies monoparentals amb fills.
La població ha evolucionat segons el següent gràfic:
Habitants censats

### Habitatges
El 2007 hi havia 292 habitatges, 260 eren l'habitatge principal de la família, 13 eren segones residències i 18 estaven desocupats. 280 eren cases i 9 eren apartaments. Dels 260 habitatges principals, 207 estaven ocupats pels seus propietaris, 47 estaven llogats i ocupats pels llogaters i 7 estaven cedits a títol gratuït; 1 tenia una cambra, 9 en tenien dues, 21 en tenien tres, 50 en tenien quatre i 180 en tenien cinc o més. 180 habitatges disposaven pel capbaix d'una plaça de pàrquing. A 94 habitatges hi havia un automòbil i a 150 n'hi havia dos o més.

### Piràmide de població
La piràmide de població per edats i sexe el 2009 era:
| Homes | Edats   | Dones |
| ----- | ------- | ----- |
| 0     | 95 o +  | 0     |
| 0     | 90 a 94 | 0     |
| 12    | 85 a 89 | 4     |
| 4     | 80 a 84 | 0     |
| 8     | 75 a 79 | 8     |
| 8     | 70 a 74 | 16    |
| 20    | 65 a 69 | 8     |
| 24    | 60 a 64 | 12    |
| 4     | 55 a 59 | 8     |
| 32    | 50 a 54 | 32    |
| 32    | 45 a 49 | 32    |
| 16    | 40 a 44 | 24    |
| 24    | 35 a 39 | 8     |
| 36    | 30 a 34 | 32    |
| 28    | 25 a 29 | 28    |
| 4     | 20 a 24 | 20    |
| 32    | 15 a 19 | 20    |
| 40    | 10 a 14 | 16    |
| 12    | 5 a 9   | 24    |
| 28    | 0 a 4   | 24    |

## Economia
El 2007 la població en edat de treballar era de 455 persones, 326 eren actives i 129 eren inactives. De les 326 persones actives 302 estaven ocupades (160 homes i 142 dones) i 24 estaven aturades (11 homes i 13 dones). De les 129 persones inactives 50 estaven jubilades, 44 estaven estudiant i 35 estaven classificades com a «altres inactius».

### Ingressos
El 2009 a Wirwignes hi havia 269 unitats fiscals que integraven 750,5 persones, la mediana anual d'ingressos fiscals per persona era de 17.473 €.

### Activitats econòmiques
Dels 26 establiments que hi havia el 2007, 3 eren d'empreses de fabricació d'altres productes industrials, 10 d'empreses de construcció, 3 d'empreses de comerç i reparació d'automòbils, 1 d'una empresa de transport, 3 d'empreses d'hostatgeria i restauració, 2 d'empreses financeres, 3 d'empreses de serveis i 1 d'una empresa classificada com a «altres activitats de serveis».
Dels 12 establiments de servei als particulars que hi havia el 2009, 1 era un paleta, 1 guixaire pintor, 4 fusteries, 1 lampisteria, 2 electricistes, 2 restaurants i 1 agència immobiliària.
L'únic establiment comercial que hi havia el 2009 era una botiga de menys de 120 m².
L'any 2000 a Wirwignes hi havia 31 explotacions agrícoles que ocupaven un total de 1.056 hectàrees.

## Equipaments sanitaris i escolars
El 2009 hi havia una escola elemental integrada dins d'un grup escolar amb les comunes properes formant una escola dispersa.

## Poblacions més properes
El següent diagrama mostra les poblacions més properes.